# Делен, Дирк ван
Дирк Кристианс ван Делен (нидерл. Dirck van Delen; Dirck Christiaensz van Delen; ок. 1605, Хёйсден — 16 мая 1671, Мидделбург) — голландский живописец Золотого века искусства Нидерландов. Мастер жанра архитектурных перспектив: изображений дворцовых и церковных интерьеров.

## Биография
Ван Делен родился в Хёйсдене, Южные Нидерланды. Вскоре после рождения Дирка его родители переехали в Бреду. Его художественное образование неясно.
В качестве учителей Делена называли имена Франса Халса и Хендрика Артса (последний также специализировался на «архитектурной живописи»). Более обоснованными являются гипотезы об обучении у Питера ван Бронкхорста или Бартоломеуса ван Бассена в Делфте. Таким образом влияние Хендрика Артса могло достичь ван Делена. Обучение в Делфте также могло бы объяснить совместную работу ван Делена и Антони Паламедеса.
В 1625 году Дирк ван Делен женился в Мидделбурге на Марии ван дер Грахт (1588—1650). Она была дочерью бургомистра Арнемейдена. В 1626 году у них родился сын по имени Питер. Второй женой Ван Делена была Катарина де Хане (1618—1652). Они поженились в 1650 году, но Катарина умерла при родах через два года брака. Третью и последнюю жену Ван Делена звали Йоханна ван Бален (1600—1668). Они поженились в 1658 году (ни один из его детей отца не пережил). Рядом с картиной в музее Арнемейдена имеется мемориальная доска, которую Дирк ван Делен установил своим трём женам.
В 1626 году он переехал в Зеландию и стал хозяином постоялого двора в Арнемейдене. С этого года и до своей смерти он был зарегистрирован в Арнемейдене, где заседал в городском совете, большую часть времени как бургомистр. С 1639 по 1665 год он был членом мидделбургской Гильдии Святого Луки. В 1666 году он подарил антверпенской Риторической палате «Братства Святого Духа», или «Оливковой ветви» (de Olyftack), картину «Аллегория искусств», которую он написал в сотрудничестве с живописцем Теодором Бойермансом. Два года спустя он стал членом Риторической палаты.
О его относительной известности свидетельствует тот факт, что в начале 1630-х годов ван Делен получил заказ на создание пяти больших картин (четыре из которых высотой около 3,1 метра), которые были установлены в Гааге, в доме графа Флориса II ван Палландта ван Кулемборга.

## Творчество
Картины ван Делена в большинстве представляют архитектурные виды воображаемых дворцов и церковных интерьеров, построенных строго по правилам прямой линейной перспективы. Известен один выполненный им цветочный натюрморт (ранее находившийся в Музеe Бойманса — ван Бёнингена. На его ранние картины значительное влияние оказали работы Ганса Вредемана де Вриса и его сына Пауля Вредемана де Вриса.
Он также создал несколько интимных интерьеров с с бытовыми сценами. Примерами являются «Музыкальная компания в зале эпохи Возрождения», сотрудничество с Питером Коддом (1636, Музей Бойманса — ван Бёнингена, Роттердам) и «Интерьер с дамами и кавалером» с фигурами, скопированными с картин Дирка Халса (1629, Национальная галерея Ирландии, Дублин). Благодаря постоянному присутствию в Антверпене ван Делен, вероятно, оказал существенное влияние на творчество последующих художников «архитектурной живописи» этого города.
А. Н. Бенуа называл ван Делена «сухим, наивным мастером», продолжателем и подражателем архитектурных перспектив Хендрика ван Стейнвейка и отмечал, что его «пёстрые архитектурные нагромождения часто бывают оживлены костюмными фигурками его товарищей — художников круга Дирка Гальса (Халса)».
В изображениях церковных интерьеров ван Делен вначале демонстрировал влияние картин фламандского художника-архитектора Хендрика Артса по мотивам архитектурных гравюр Яна ван Лондерзеля. Возможно, он также черпал вдохновение для своей готической церковной архитектуры у «живописцев-перспективистов» Антверпена, хотя и не перенял их жёсткую «туннельную перспективу». Его церковные интерьеры по стилю также близки к интерьерам Бартоломеуса ван Бассена.
Многие из работ ван Делена время от времени приписывали другим живописцам, таким как Антони Паламедес, Дирк Халс, Давид Тенирс Младший и Иероним Янссенс. Такие атрибуции спорны, поскольку ван Делен жил в относительной изоляции, и ему было нелегко сотрудничать с этими художниками. Вероятно, большую часть фигур в своих ведутах он писал сам, другие копировал или выбирал в качестве образцов с картин других художников, чаще Дирка Халса или с гравюр Абрахама Босса.
Картины ван Делена хранятся во многих музеях мира. В санкт-петербургском Эрмитаже имеется четыре картины художника.

## Галерея

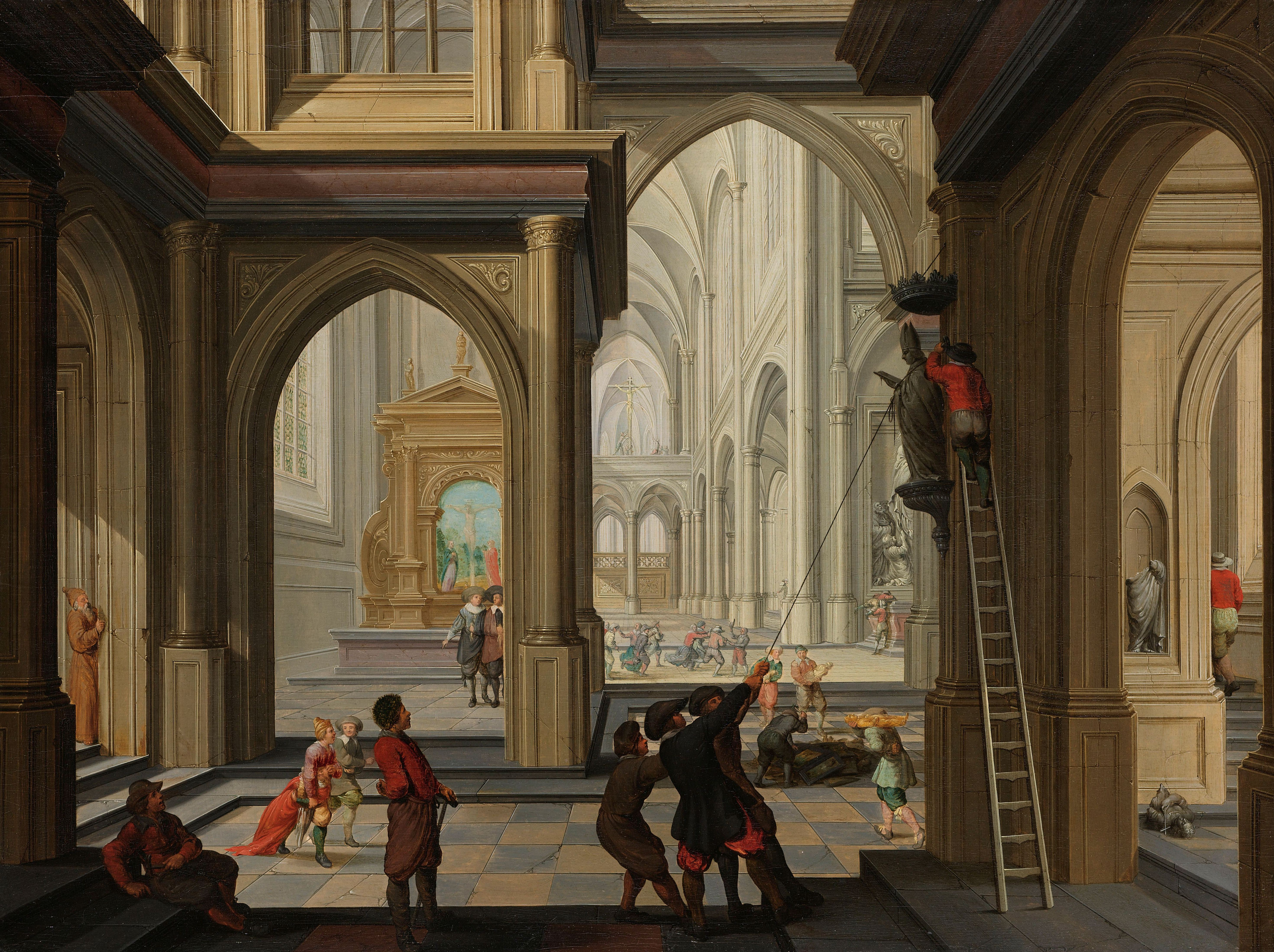
Иконоборчество в церкви. 1630. Дерево, масло. Рейксмюсеум, Амстердам
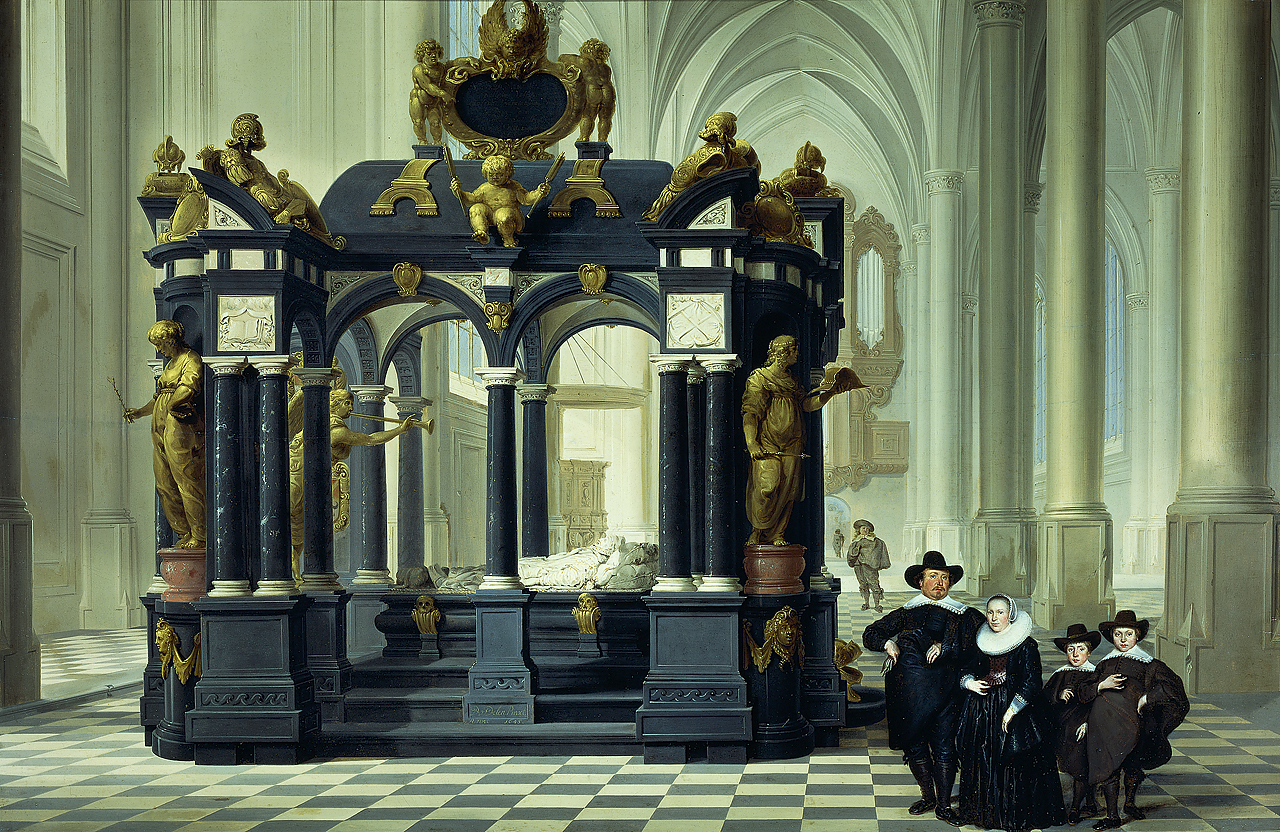
Портрет семьи, стоящей у гробницы Виллема I в Новой церкви в Делфте. 1645. Дерево, масло. Рейксмюсеум, Амстердам
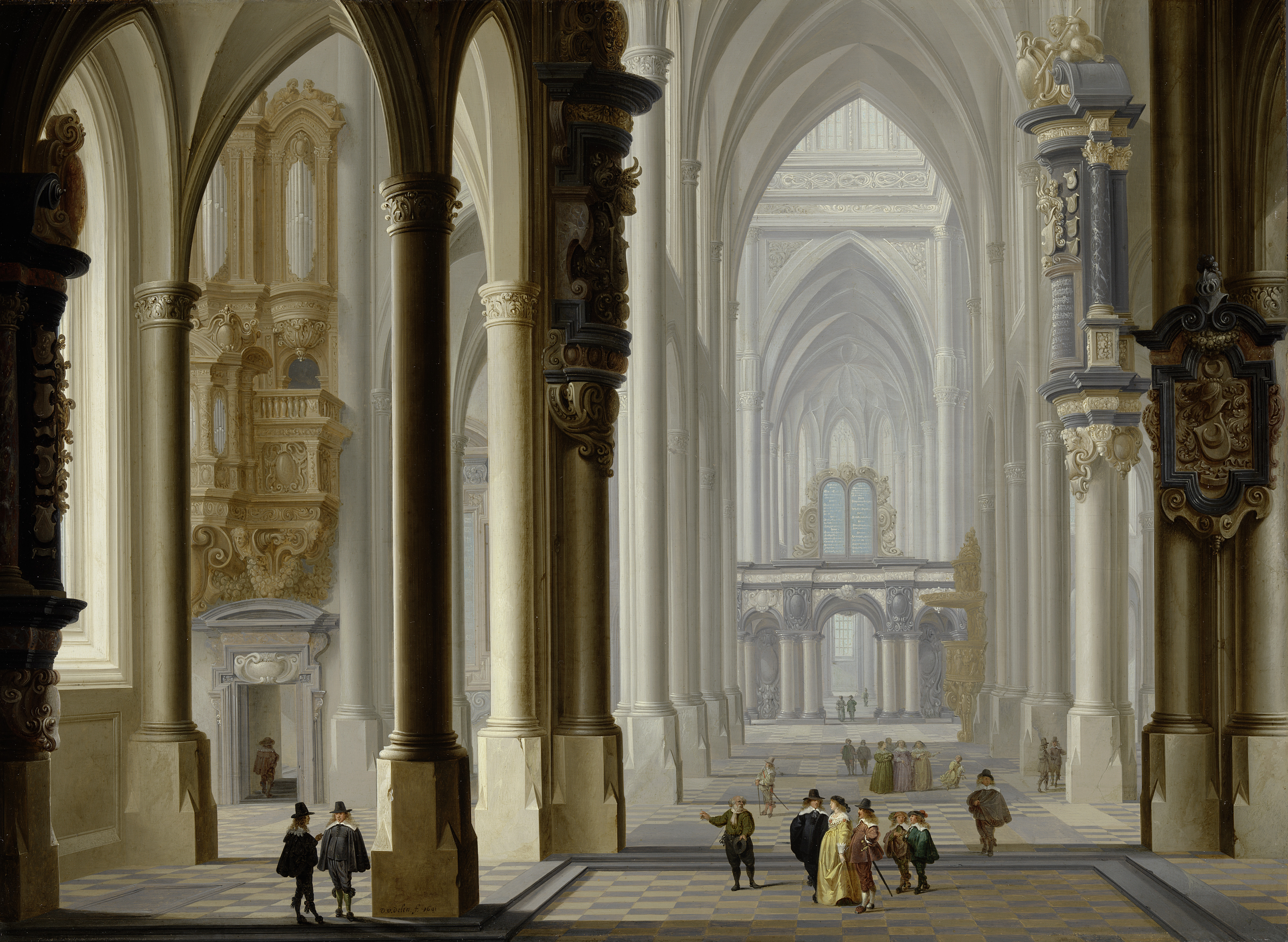
Интерьер готической церкви. 1641. Дерево, масло. Рейксмюсеум, Амстердам
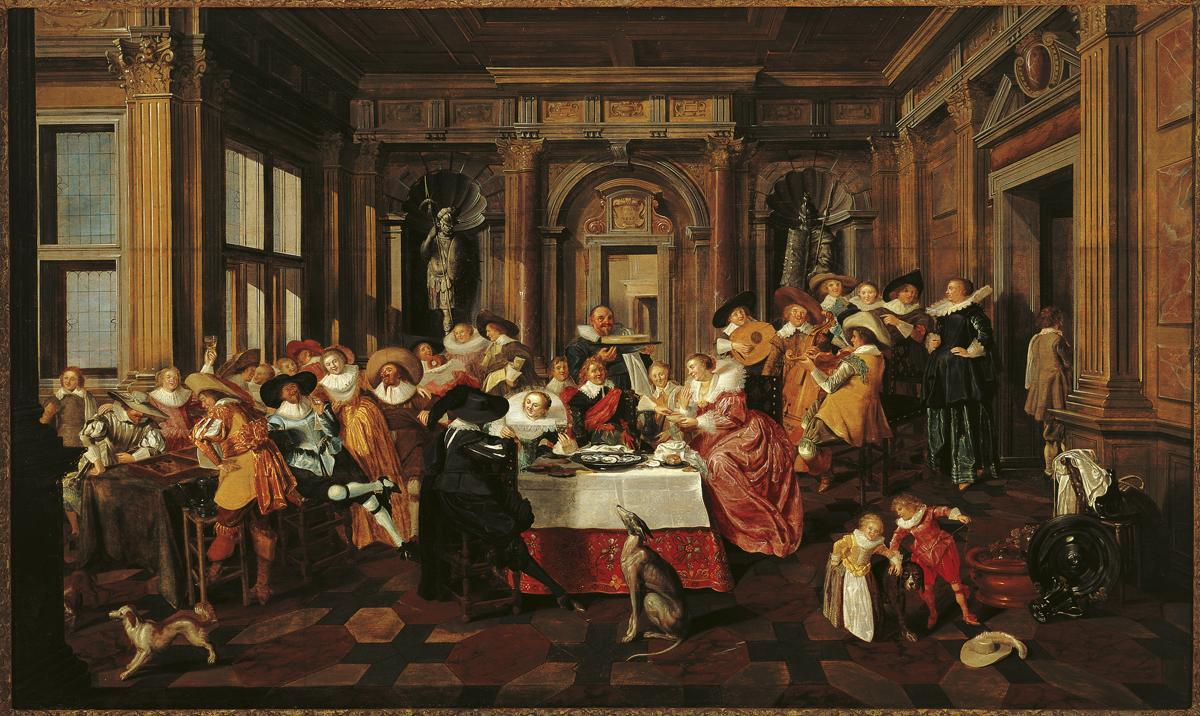
Совместно с Дирком Халсом. Праздничная компания в ренессансной комнате. 1628. Дерево, масло. Музей Франса Халса, Харлем
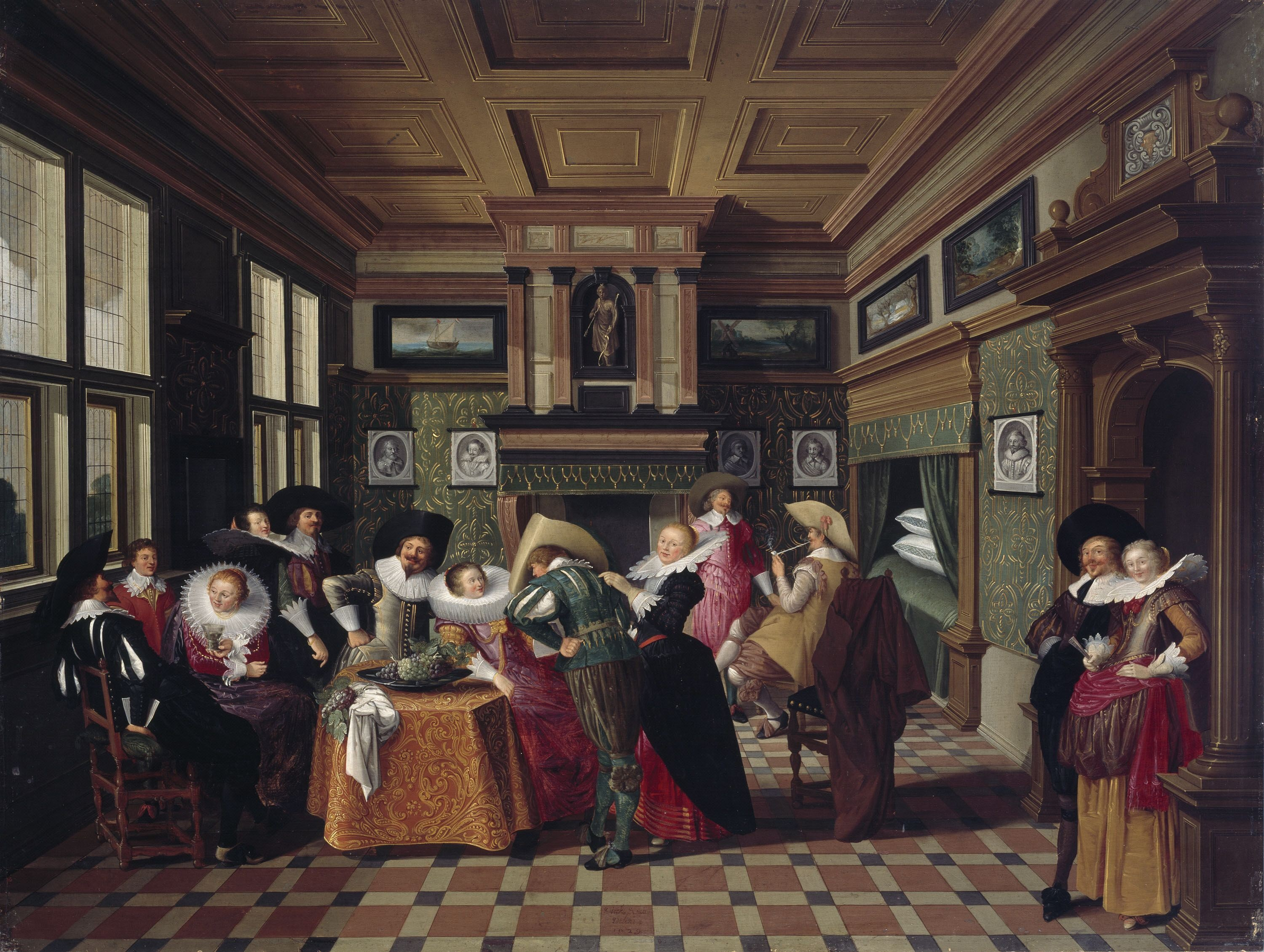
Совместно с Дирком Халсом. Интерьер с дамами и кавалерами. 1629. Дерево, масло. Национальная галерея Ирландии, Дублин
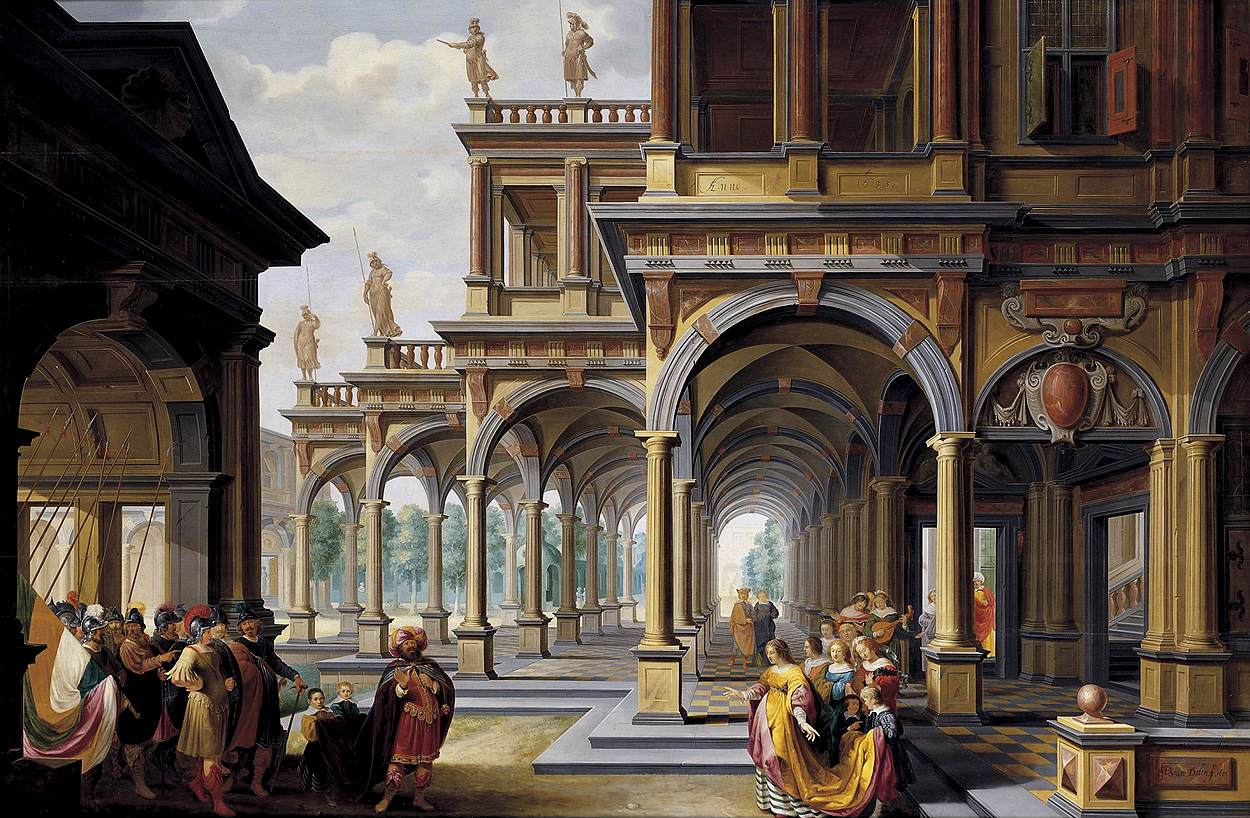
Архитектурное каприччо. 1633. Дерево, масло. Частное собрание
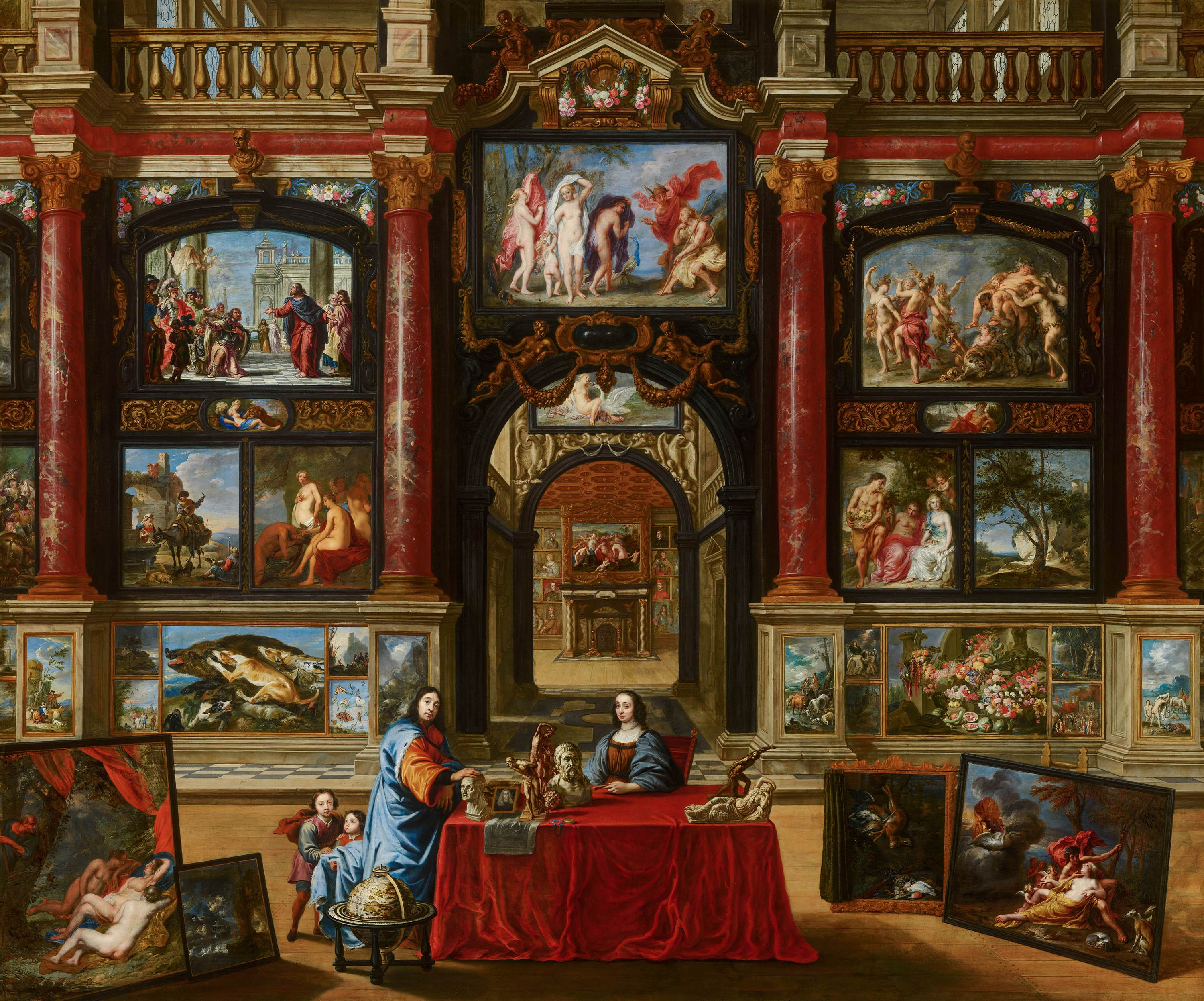
Совместно с Г. Коксом. Кунсткамера. Интерьер с фигурами перед коллекцией картин. Между 1667 и 1672. Холст, масло. Маурицхёйс, Гаага